# Støbejern
Støbejern er en legering af jern, kulstof og silicium.
Det er et materiale, der siden 1700-tallet har været brugt til konstruktionsformål og til udsmykning.
Ved korrekt styring af legeringens sammensætning og af støbeprocessen kan støbejern fremstilles med meget forskellige egenskaber.
Man skelner normalt mellem tre hovedtyper af støbejern:
- Gråt støbejern, der er let at støbe og bearbejde. Her udskilles kulstof som grafitflager. Det har styrke svarende til aluminiumlegeringer, men er sprødt.
- SG-jern (støbejern med kuglegrafit). Her findes grafitten udskilt i form af kugler. Materialet har egenskaber (styrke og duktilitet) som stål, men er væsentligt lettere at støbe end stål.
- Hvidt støbejern. Her er kulstof bundet i form af karbider, typisk cementit (Fe3C). Hvidt støbejern er meget hårdt og særdeles vanskeligt at bearbejde, men det har fremragende slidstyrke.

I dag bruges støbejern til en lang række industrielle formål. Gråt støbejern anvendes bl.a. til dieselmotorer og topstykker i lastbiler og skibe, bremseskiver og -tromler i personbiler, lastbiler og tog, og mange andre geometrisk komplekse konstruktioner i jern. 
Produktionen af SG-jern er i stadig vækst. Det anvendes til hydraulikkomponenter, manifolde, turboladere, hjulophæng, bundrammer og nav til vindturbiner og en lang række andre geometrisk komplekse konstruktioner, hvor styrke og duktilitet er vigtig. 
Hvidt støbejern anvendes til mere specielle formål såsom sliddele på gravemaskiner, i cementmøller og i andre tilfælde, hvor materialerne udsættes for ekstremt slid.